# Henryk Levittoux

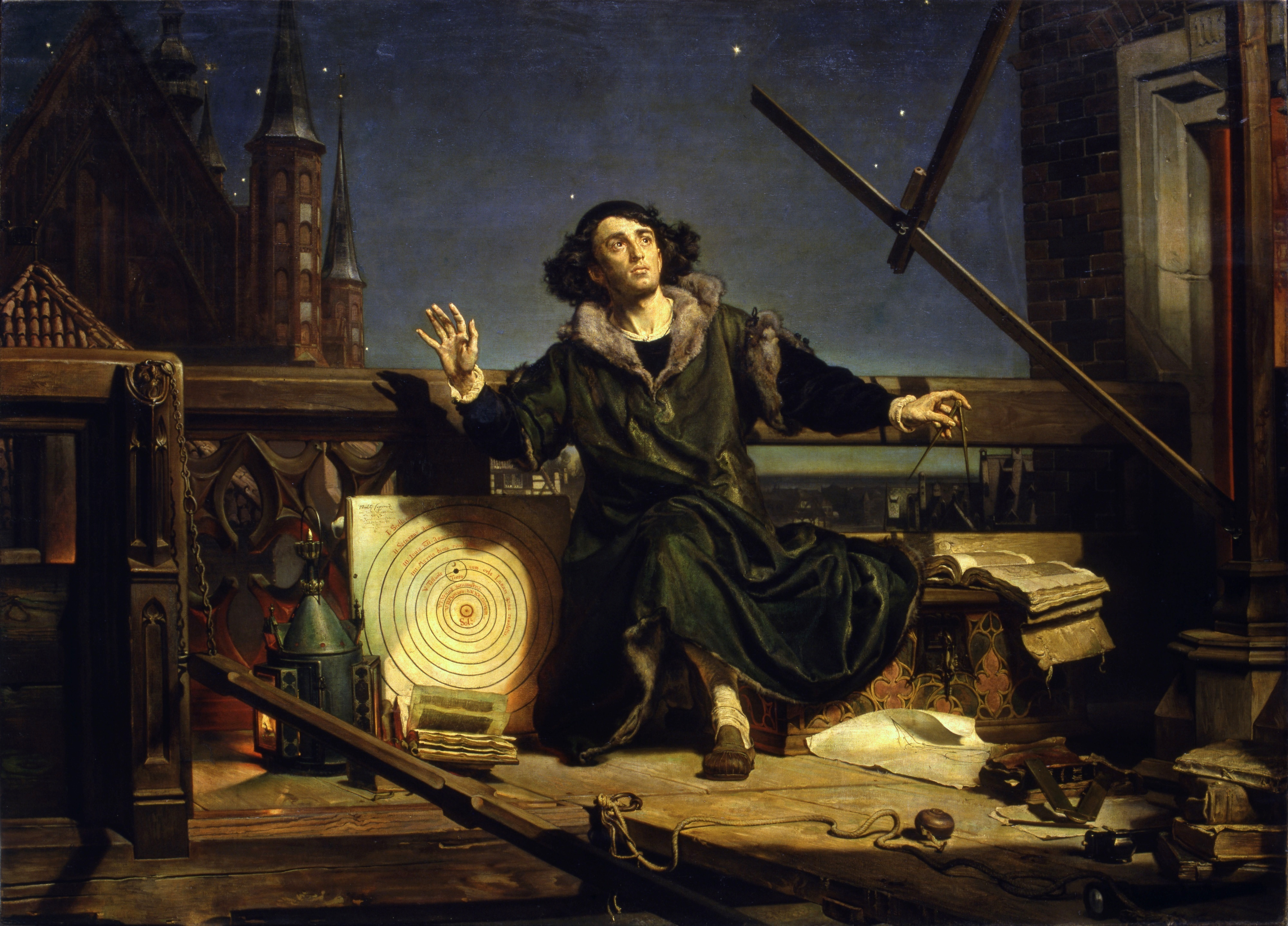
Obraz Jana Matejki Astronom Kopernik, czyli rozmowa z Bogiem

Henryk Józef Piotr Levittoux (ur. 2 lipca 1822 w Strzemieszycach Wielkich, zm. 31 sierpnia 1879) – polski lekarz.

## Życiorys
Był synem Piotra Levittoux-Desnouettesa, oficera armii napoleońskiej, który pozostał w Polsce podczas odwrotu spod Moskwy i ożenił się z Marią z Życzyńskich. Pracował jako guwerner w Kumelsku (powiat Kolno), zrezygnował z drugiego członu nazwiska. Starszym bratem Henryka był Karol, działacz spiskowy, który popełnił samobójstwo w więzieniu w obawie przed załamaniem się w czasie tortur.
Henryk Levittoux urodził się w Strzemieszycach Wielkich w obwodzie olkuskim 2 lipca 1822 roku. Kształcił się w gimnazjum w Łukowie, następnie na kursach dodatkowych w Warszawie (wydział matematyczno-filozoficzny ukończył z wyróżnieniem). W 1844 roku ze względów politycznych wyjechał z kraju i podjął w Paryżu studia medyczne. Spędził we Francji kilkanaście lat, uzyskał zezwolenie na powrót do Warszawy w 1858 roku. Był cenionym lekarzem, zajmował się m.in. chorobami układu nerwowego. W odróżnieniu od większości współczesnych lekarzy stosował w terapii chorób nerwowych nie elektroterapię, a przypalanie rozpalonym żelazem. Występował przeciwko homeopatii.
Publikował prace medyczne w „Pamiętniku Towarzystwa Lekarskiego Warszawskiego”, „Przyjacielu Ludu”, „Gazecie Lekarskiej”. Ogłosił także dzieło filozoficzne Zarys filozofii natury (trzy wydania, 1874 przekład francuski), które wywołało ostrą polemikę między autorem a znanym filozofem Henrykiem Struve. Był miłośnikiem sztuk pięknych, zajmował się rzeźbiarstwem. Opracował metodę zdejmowania odlewów gipsowych z żywych modeli. Zaprzyjaźniony z Matejką, pozował w 1873 roku do obrazu Astronom Kopernik, czyli rozmowa z Bogiem.
Był dwukrotnie żonaty. We Francji zawarł związek małżeński z Marią Pommeret, z którą miał córki Marię (1857–1871) i Henrykę (1860–1882). Drugą żoną była śpiewaczka operowa Adela z Kleczyńskich, z nią miał syna Henryka, zmarłego w dzieciństwie (1866).
Henryk Levittoux zmarł 31 sierpnia 1879 roku, został pochowany na cmentarzu Powązkowskim.

## Literatura
- Stanisław Szenic, Cmentarz Powązkowski 1851–1890, Warszawa 1982.